# Säsong 11 av Farmen
Den elfte säsongen av Farmen spelades in, på den för programmet nya gården, "Kvarnstorp" i Gnosjö kommun i Småland.
Avsnitten visades mellan den 7 januari och den 18 mars 2018 och Paolo Roberto medverkade för fjärde året i rad som programledare.
Precis som i den föregående säsongen spelade amuletterna en avgörande roll, minst en amulett krävdes för kval till finalen. Amuletter erhölls genom att antingen bli vald till storbonde eller vinna en tvekamp. Ju fler amuletter, desto större fördel gavs i finalen.
Bonden och mentorn Gustav "Gutta" Andersson var under säsongen sjukskriven och hade hästbonden Hans Vincent som dräng samt vikarie, han gjorde ändå ett par inhopp, bland annat i avsnitt 21 för att tillsammans med Vincent bedöma mjölkprodukter samt när Vincent behövde ta tjänstledigt på grund av sin fars död och begravning.
 

Liksom föregående säsong fanns Torpet med i tävlingen och gav de utslagna farmarna en andra chans så att de senare kunde slå sig tillbaka in på farmen igen. Torpet spelades in på "Sjöaviken" och visades på både TV4 Play söndag till tisdag och på TV4 som ett enda avsnitt efterföljande torsdag. Detta pågick mellan den 21 januari och den 20 februari respektive den 28 januari och den 22 februari 2018.

## Deltagare
| Deltagare               | Ålder | Bostad        | Sysselsättning                  | Resultat                                      |
| ----------------------- | ----- | ------------- | ------------------------------- | --------------------------------------------- |
| Ann Gyllenhammar        | 55    | Gällö         | Sjukpensionär                   | Lämnade farmen i avsnitt 5.                   |
| Louise Olsson           | 30    | Krika         | Arbetsledare inom städsektorn   | Lämnade farmen i avsnitt 6. (Diskvalificerad) |
| Rocco Milanović         | 63    | Västerås      | Vårdbiträde och fotbollstränare | Förlorade första tvekampen.                   |
| Kirsi Pärssinen         | 50    | Västerås      | Mentalskötare                   | Förlorade andra tvekampen.                    |
| Daniella Högström       | 20    | Kinna         | Simlärare och badvärd           | Förlorade tredje tvekampen.                   |
| Gustav Anestam          | 28    | Stockholm     | Säljare och skådespelare        | Förlorade fjärde tvekampen.                   |
| Mansoor Ashrati         | 23    | Lund          | Studerande                      | Lämnade farmen i avsnitt 25.                  |
| Pawel Grimvi            | 35    | Växjö         | Terminalarbetare                | Förlorade femte tvekampen.                    |
| Robert "Mulle" Dahlgren | 51    | Stockholm     | Svetsare                        | Förlorade sjätte tvekampen.                   |
| Linda Ekberg            | 31    | Uddevalla     | Butiksbiträde                   | Förlorade sjunde tvekampen.                   |
| Dee Omar                | 28    | Stockholm     | Föreläsare och Youtube-profil   | Förlorade åttonde tvekampen.                  |
| Robin Johansen          | 30    | Kaxås         | Offshore-arbetare               | Förlorade nionde tvekampen.                   |
| Stella Kibona           | 32    | Malmö         | Tågförare                       | Förlorade tionde tvekampen.                   |
| Robert Lundström        | 39    | Kalmar        | IT-tekniker                     | Femte plats, förlorade åttondelsfinalen.      |
| Jean-Pierre Marques     | 31    | Göteborg      | Artist och säljare              | Fjärde plats, förlorade kvartsfinalen.        |
| Alexandra Louthander    | 26    | Stockholm     | Sångare och personlig assistent | Tredje plats, förlorade semifinalen.          |
| Helena Hedqvist         | 24    | Stallarholmen | Studerande                      | Andra plats, förlorade finalen.               |
| Stefan Eriksson         | 28    | Fliseryd      | Gis-konsult och egen företagare | Årets farmare                                 |

## Torpet
I slutet på avsnitt 11 av Farmen tillkännagavs att de farmare som slagits ut i tinget inte skickades hem, utan hamnade på "Sjöaviken".
Där fick de tävla mot varandra för att åter kunna slå sig tillbaka in på farmen.
Avsnitten av Torpet lades ut på TV4 Play söndag till tisdag mellan den 21 januari och den 20 februari.
De sattes sedan ihop till ett enda avsnitt som visades på TV4 efterföljande torsdag mellan den 28 januari och den 22 februari 2018.
| Deltagare               | Ålder | Bostad        | Sysselsättning                  | Inflytt    | Resultat                          |
| ----------------------- | ----- | ------------- | ------------------------------- | ---------- | --------------------------------- |
| Daniella Högström       | 20    | Kinna         | Simlärare och badvärd           | Avsnitt 5  | Förlorade första tvekampen.       |
| Rocco Milanović         | 63    | Västerås      | Vårdbiträde och fotbollstränare | Avsnitt 1  | Förlorade andra tvekampen.        |
| Kirsi Pärssinen         | 50    | Västerås      | Mentalskötare                   | Avsnitt 2  | Förlorade tredje tvekampen.       |
| Gustav Anestam          | 28    | Stockholm     | Säljare och skådespelare        | Avsnitt 7  | Lämnade torpet i avsnitt 9.       |
| Pawel Grimvi            | 35    | Växjö         | Terminalarbetare                | Avsnitt 10 | Förlorade fjärde tvekampen.       |
| Robert "Mulle" Dahlgren | 51    | Stockholm     | Svetsare                        | Avsnitt 13 | Förlorade sista tävlingen.        |
| Robin Johansen          | 22    | Kaxås         | Off-shorearbetare               | Avsnitt 1  | Fick flytta tillbaka till farmen. |
| Helena Hedqvist         | 24    | Stallarholmen | Studerande                      | Avsnitt 9  | Fick flytta tillbaka till farmen. |

### Tvekamper
| Avsnitt | Torpare         | Utmanare                | Tvekamp | Hemskickad        |
| ------- | --------------- | ----------------------- | ------- | ----------------- |
| 5       | Robin Johansen  | Daniella Högström       | Spiken  | Daniella Högström |
| 8       | Rocco Milanović | Gustav Anestam          | Spiken  | Rocco Milanović   |
| 9       | Kirsi Pärssinen | Helena Hedqvist         | Stocken | Kirsi Pärssinen   |
| 14      | Pawel Grimvi    | Robert "Mulle" Dahlgren | Stocken | Pawel Grimvi      |

## Källhänvisningar
1. ↑  Svensk mediedatabas.[källa från Wikidata]
2. ↑  ”Hästbonden ersätter TV4- profilen – efter svåra operationen”. https://www.expressen.se/noje/hastbonden-ersatter-tv4-profilen-efter-svara-operationen-/.
3. ↑  ”Guttas oväntade återkomst i Farmen”. https://www.expressen.se/noje/guttas-ovantade-aterkomst-i-farmen/.
4. ↑  ”Dödsfallet skakar "Farmen" - programmet får göras om”. https://www.expressen.se/noje/dodsfallet-skakar-farmen-programmet-far-goras-om/.